# Park Narodowy Göygöl
Park Narodowy Göygöl (azer. Göygöl Milli Parkı) – park narodowy w Azerbejdżanie, o powierzchni 12,75 tys. ha, w Małym Kaukazie. Utworzony w 2008 r., wchłonął istniejący poprzednio rezerwat przyrody obejmujący jezioro Göygöl – najstarszy rezerwat przyrody Azerbejdżanu, utworzony po raz pierwszy w 1925 r. Krajobraz parku ma charakter górski. Charakterystyczna jest obecność kilku jezior górskich.